# EUREGIO

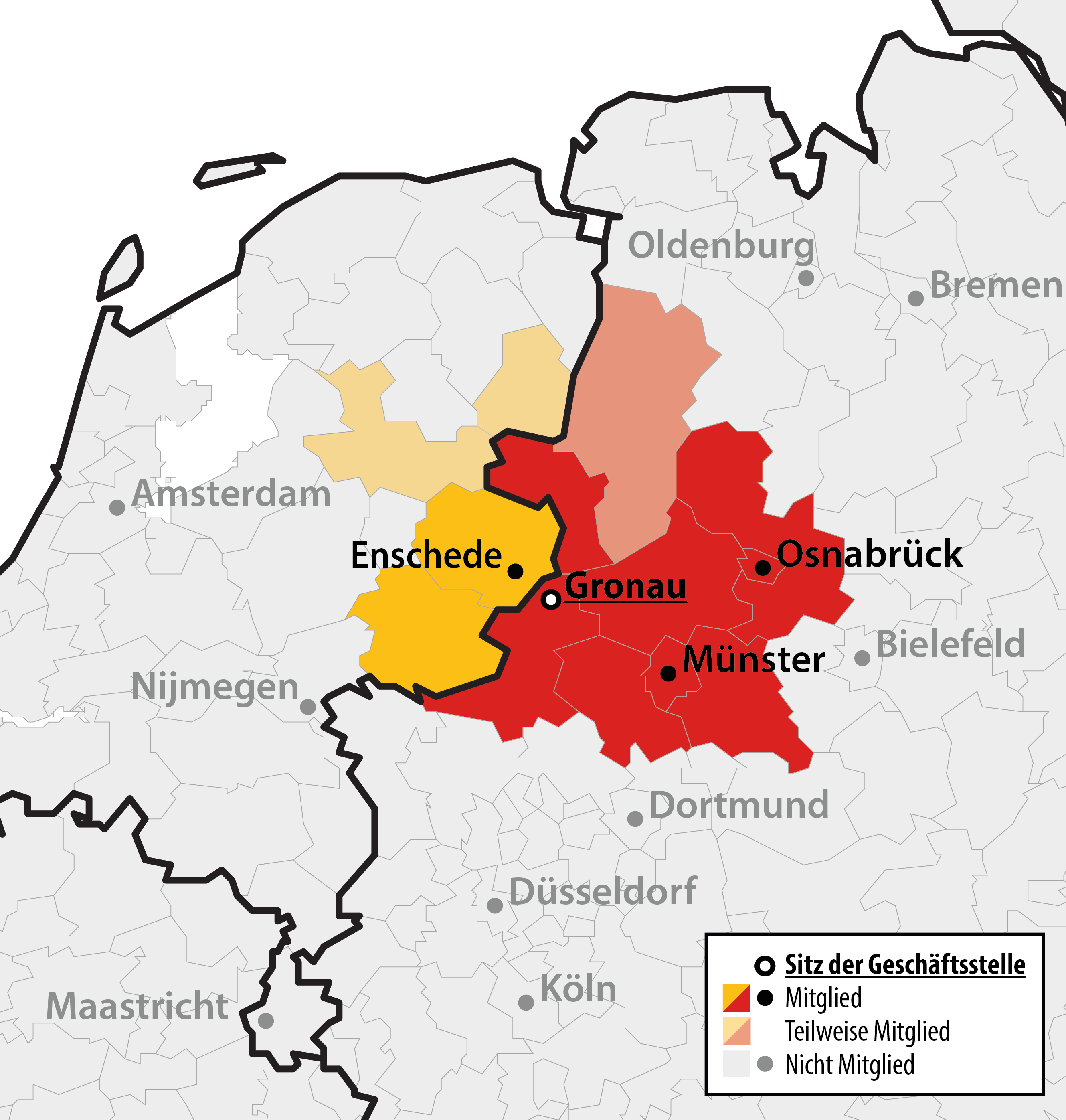
Mapa de los miembros de EUREGIO

EUREGIO es una comunidad entre cerca de 130 ciudades de Alemania y Países Bajos. Se fundó en el año 1958 siendo una de las primeras eurorregiones, tras esta asociación vinieron después otras, como por ejemplo: Euregión Maas-Rhein o la EuRegión SaarLorLuxRhein.

## Socios
- Alemania:
  - Baja Sajonia:
    - Condado de Bentheim
    - Distrito de Osnabrück
    - Ciudad de Osnabrück
    - Teile des südlichen Emslandes (Emsbüren, Spelle, Salzbergen)

  - Renania del Norte-Westfalia:
    - Distrito de Borken
    - Distrito de Coesfeld
    - Distrito de Steinfurt
    - Distrito de Warendorf
    - Münster

- Holanda:
  - Provincia de Güeldres:
    - Región Achterhoek
    - Comunidad Warnsveld

  - Provincia de Overijssel:
    - Región Twente
    - Parte de Noordoost-Overijssels (Dalfsen, Hardenberg, Ommen)

  - Provincia de Drenthe:
    - La comunidad de Coevorden